# Julie Deiters
Julie Bénédicte Deiters (Meudon, França, 4 de setembro de 1975) é uma ex-jogadora de hóquei sobre a grama neerlandesa, de origem francesa, que já atuou pela Seleção Neerlandesa.

## Carreira

### Olimpíadas de 2000
Nos Jogos de Sydney de 2000, Deiters e suas companheiras de equipe levaram a seleção neerlandesa à conquista da medalha de bronze do torneio olímpico. Na primeira fase, os Países Baixos terminaram em terceiro lugar do grupo. Na segunda fase, composta por um único grupo de seis equipes, as neerlandesas também ficaram em terceiro, classificando-se assim para a disputa do bronze. Nesta partida, Julie Deiters ajudou seu time na vitória de 2 a 0 sobre a Espanha.